# Emanuel Štochl
Emanuel Štochl (2. června 1910 Kladno – 5. ledna 1996 tamtéž) byl český fotbalový útočník a později funkcionář.

## Hráčská kariéra
Odchovanec kladenské Sparty hrál v československé lize za SK Kladno, aniž by skóroval. Nastupoval také v divizi (II. liga) za SK Hradec Králové, působil rovněž v klubech PÚŠ Praha (Poštovní úřad šekový), SK Slaný a Letná Kladno. Hráčskou kariéru uzavřel v roce 1945, od roku 1950 začal pracovat jako funkcionář ve fotbalovém oddílu SONP Kladno. Pomáhal při výstavbě nového stadionu, ve výboru oddílu pracoval v technické a propagační komisi až do roku 1965.

### Prvoligová bilance
| Ročník          | Zápasy | Góly | Minuty | Klub      |
| --------------- | ------ | ---- | ------ | --------- |
| I. liga 1934/35 | –      | 0    | –      | SK Kladno |
| CELKEM I. LIGA  | –      | 0    | –      |           |